# Progress M-5
Progress M-5 (ryska: Прогресс М-5) var en sovjetisk obemannad rymdfarkost som levererade förnödenheter, syre, vatten och bränsle till rymdstationen Mir. Den sköts upp med en Sojuz-U2-raket, från Kosmodromen i Bajkonur den 27 september 1990 och dockade med Mir den 29 september. Farkosten lämnade rymdstationen den 28 november 1990 och brann upp i jordens atmosfär några timmar senare.

## Återinträdeskapsel
Med på Progress M-5 fanns även en återinträdeskapsel, kallad Raduga. Kapseln separerade från Progress M-5 några minuter efter att den påbörjat återinträdet i jordens atmosfär, en kvart senare landade kapseln i Ryssland.

### Fotnoter
1. ↑  ”NASA Space Science Data Coordinated Archive” (på engelska). NASA. https://nssdc.gsfc.nasa.gov/nmc/spacecraft/display.action?id=1990-085A. Läst 1 mars 2020.
2. ↑  Manned Astronautics - Figures & Facts Arkiverad 9 oktober 2007 hämtat från the Wayback Machine., läst 15 juli 2016.